# 慣性閉じ込め方式
慣性閉じ込め方式（かんせいとじこめほうしき）は核融合を起こすための方式の一つ。磁場閉じ込め方式とは違い、瞬間的な力で閉じ込めを起こして核融合を起こさせ、これを繰り返すことで核融合を継続する。

## 理論

慣性核融合の理論図。(1)粒子線によって表面がプラズマ化する。(2)膨張エネルギーが内部と外部へ向かう。(3)外部からの粒子線によって圧力が内部に向かう。(4)核融合。

燃料となる重水素や三重水素などの軽元素を球形の殻に封入して燃料とする。エネルギー・ドライバーによって発生させた高いエネルギーを持つレーザーや荷電粒子ビームなどの粒子線束を燃料に当てることにより、燃料表面部をプラズマ化させ、膨張させる。膨張エネルギーは外側へ広がるがこれをレーザーによって押さえ、反作用によってその内部を爆縮する。これによって中心部の軽元素を核融合させる。
エネルギーを均等に中心部に届けることが効率の良い燃料燃焼の鍵となっているため、燃料の形状はもちろん、多方向からのレーザーをすべて狙い通りに当てるレーザーの正確性も必要となる。
なお、慣性閉じ込め方式には分類されるが、上記の方法とは大きく異なるZピンチと呼ばれる物理現象を利用して強力なX線を発生させ、ホーラム (hohlraum : ドイツ語で「空洞」の意。核燃料ペレットを囲む小さな中空の円筒) 中に置かれた燃料ペレットを爆縮する方法が米国のサンディア国立研究所が保有するZマシンにおいて実用化されている。

## 現状
レーザー核融合の着想はレーザーが開発された1960年代以降に始まったものであり、磁場閉じ込め方式よりも研究開始が遅れている。近年では、レーザー技術、粒子加速技術が大きく進歩しており、これに伴いレーザー核融合の研究も大きく進んでいる。
一方でレーザーを正確に目標に命中させること、連続的に高エネルギーを発生させることに耐えられるレーザーの開発、磁場封じ込めと違い核融合で発生した中性子線やアルファ線が減速されないことから、これらに耐えうる素材の開発などが課題になっている。
中性子線やアルファ線が高いエネルギーを持ったままの状態で炉壁にぶつかることを利用して、炉を覆うように放射性物質を配置し、これを核分裂させ、熱を得るという案も存在する。

## 方法論
核融合を起こすためのエネルギーをどのように発生させるかによっていくらかの違いが存在する。
レーザー核融合は現在最も研究が進んでいる有力な方法であり、レーザー技術の進歩とともに歩みを進めている。また、レーザーを荷電粒子ビームに変えたものも存在する（重イオン慣性核融合）。フューザー核融合は以前盛んに研究されていたが、現在では多くの技術的な難点が見つかっており、研究が進んでいるとはいえない。そのほかではバブル核融合も提案されているが、理論的なものにとどまっている。
また、磁場標的核融合や磁気絶縁方式慣性核融合と呼ばれる磁場閉じ込め方式との混交による方法も考案されている。

## 実証実験
米国ではローレンス・リバモア国立研究所の国立点火施設(NIF)やカリフォルニア大学でレーザー核融合の研究が行われている。日本では大阪大学で研究が行われている。
サンディア研究所のZマシンについては、2003年3月に重水素燃料のみを用いた実験において中性子の発生を観測し、核融合を達成している
。

## 註
1. 1 2 3  “慣性核融合装置の研究開発”.   ATOMICA (2004年7月). 2011年6月17日閲覧。
2. ↑  Pulsed Power at Sandia Laboratories: The First 40 Years - Anne Van Arsdall, SNL 2008
3. ↑  “レーザー慣性閉じ込め核融合・核分裂発電プラントの制御”. j-platpat (2010年12月24日). 2021年3月10日閲覧。
4. ↑  “大阪大学レーザーエネルギー研究センター レーザー核融合学研究部門”. 大阪大学. 2011年6月17日閲覧。
5. ↑  Huge pulsed power machine enters fusion arena Z produces fusion neutrons, Sandia scientists confirm